# Аркејдија (Мисури)
Аркејдија (енгл. Arcadia) град је у америчкој савезној држави Мисури.

## Демографија
По попису из 2010. године број становника је 608, што је 41 (7,2%) становника више него 2000. године.
| Група             | 2000.       | 2010.       |
| Белци             | 543 (95,8%) | 594 (97,7%) |
| Афроамериканци    | 4 (0,7%)    | 4 (0,7%)    |
| Азијати           | 1 (0,2%)    | 0 (0,0%)    |
| Хиспаноамериканци | 3 (0,5%)    | 8 (1,3%)    |
| Укупно            | 567         | 608         |